# Pasar Batang
Pasar Batang is een bestuurslaag in het regentschap Brebes van de provincie Midden-Java, Indonesië. Pasar Batang telt 18.680 inwoners (volkstelling 2010).